# Nostromo (miniserie televisiva)
Nostromo (Joseph Conrad's Nostromo) è una miniserie televisiva in tre puntate del 1996 diretta da Alastair Reid e con protagonisti gli attori Claudio Amendola, Colin Firth, Albert Finney e Claudia Cardinale, rispettivamente nei ruoli di Nostromo, di Charles Gould, del dottor Monygham e di Teresa Viola. 
La serie è basata sull'omonimo romanzo scritto da Joseph Conrad nel 1904 ed è stata co-prodotta dalla BBC, dalla Rai, dalla Televisión Española e dalla WGBH-TV.
La miniserie è stata trasmessa in anteprima mondiale il 25 giugno 1996 durante la quarantottesima edizione del Prix Italia ed è stata successivamente trasmessa in prima visione dal canale britannico BBC 2 divisa in quattro parti. In Italia la miniserie è stata trasmessa in prima visione su Rai 1 dal 5 al 12 gennaio 1997, mentre negli Stati Uniti d'America è stata trasmessa sul canale PBS nel programma contenitore Masterpiece Theatre dal 5 al 7 gennaio 1997.

## Trama
XIX secolo. Charles Gould è un aristocratico proprietario della concessione di una grande miniera d'argento. Nell'instabilità economica e politica e nella corruzione della repubblica sudamericana, cerca di proteggere l'argento da banditi senza scrupoli con l'aiuto del fidato amico Nostromo, un avventuriero di origini italiane.

## Produzione
Con un budget che ammonta a circa 20 milioni di dollari, la serie televisiva è stata girata a Cartagena de Indias, in Colombia, per 5 mesi durante il 1995.